# Eduard Malofeev
Pour les articles homonymes, voir Malofeev.
Eduard Vassiliévitch Malofeev, aussi orthographié Malofeïev (en russe : Эдуард Васильевич Малофеев) est un footballeur international soviétique et un entraîneur de football russe né le 2 juin 1942 à Krasnoïarsk.
Jouant pour l'Avangard Kolomna puis le Spartak Moscou durant ses premières années, c'est au Dinamo Minsk que Malofeev passe la grande majorité de sa carrière, évoluant sous ces couleurs de 1963 à 1974. Au cours de cette période, il est notamment finaliste de la coupe nationale en 1965 et termine meilleur buteur du championnat soviétique à l'issue de la saison 1971. Il est en parallèle sélectionné régulièrement avec l'équipe d'Union soviétique entre 1963 et 1968, jouant 40 matchs pour 6 buts marqués et prenant part aux championnats d'Europe de 1964 et 1968 ainsi qu'à la Coupe du monde 1966.
Se reconvertissant comme entraîneur après la fin de sa carrière, Malofeev dirige notamment le Dinamo Minsk de 1978 à 1983, avec qui il remporte le championnat soviétique pour la seule et unique fois de l'histoire du club et de sa carrière en 1982. Il entraîne par la suite la sélection soviétique entre 1984 et 1986, la qualifiant pour la phase finale de la Coupe du monde 1986 avant d'être renvoyé quelques semaines avant le début de la compétition. Par la suite, il dirige le Dynamo Moscou de 1985 à 1987 puis le Dinamo Minsk à nouveau entre 1988 et 1991.
Après la dissolution de l'Union soviétique, il entraîne de multiples équipes, principalement en Russie et en Biélorussie. Les plus notables sont le Dinamo-Gazovik Tioumen qu'il promeut dans l'élite russe en 1993, l'Anji Makhatchkala qu'il entraîne de 1996 à 1998, ainsi que la sélection biélorusse entre 2000 et 2003.

## Biographie

### Carrière en club
Bien qu'étant né dans la ville de Krasnoïarsk, Eduard Malofeev passe sa jeunesse à Kolomna où il est notamment formé au sein de l'équipe locale de l'Avangard Kolomna pour qui il fait ses débuts professionnels en deuxième division soviétique à l'âge de 18 ans lors de la saison 1960. Il rejoint dès l'année suivante le Spartak Moscou avec qui il découvre la première division mais ne joue que quatre matchs entre 1961 et 1962, bien qu'il se distingue au sein de l'équipe réserve en marquant 29 buts en 54 rencontres.
Il rejoint en 1963 le Dinamo Minsk où il passe le reste de sa carrière jusqu'en 1974. Sous ces couleurs, il dispute en tout 301 rencontres et marque 118 buts sur onze saisons. Il atteint en 1963 la barre des 22 buts en championnat, finissant deuxième meilleur buteur derrière Oleg Kopaïev. Il arrive à un classement similaire deux ans plus tard avec cette fois 17 réalisations. Il termine finalement meilleur buteur du championnat à l'issue de la saison 1971 en ayant marqué 16 fois en 27 matchs. Bien qu'il ne remporte aucun trophée avec le Dinamo, il contribue malgré tout à la troisième place du club en 1963 et dispute par la suite la finale de la coupe nationale en 1965, qui est cependant perdue face au Torpedo Moscou.
Gravement handicapé par une blessure au ménisque qui l'éloigne des terrains pour l'intégralité de la saison 1973, qui s'achève notamment sur la relégation du Dinamo Minsk, Malofeev prend sa retraite à la fin de l'année 1974 à l'âge de 32 ans.

### Carrière internationale
Malofeev est appelé pour la première au sein de la sélection soviétique par Konstantin Beskov le 22 septembre 1963 à l'occasion d'un match amical contre la Hongrie. Il est par la suite retenu dans le cadre de l'Euro 1964 mais ne joue pas le moindre match tandis que les Soviétiques atteignent la finale de la compétition où ils sont vaincus par l'Espagne.
Après le départ de Beskov en juin 1964, il continue d'être sélectionné par Nikolaï Morozov et marque sous ses ordres son premier but international le 17 octobre 1965 contre le Danemark pour les éliminatoires de la Coupe du monde 1966, à l'occasion de sa sixième sélection. Les Soviétiques se qualifiant par la suite pour la phase finale de la compétition, Malofeev est retenu dans la composition finale et fait ses débuts en Coupe du monde le 12 juillet 1966 face à la Corée du Nord, marquant à cette occasion un doublé tandis que son équipe s'impose sur le score de 3-0. Il joue ensuite quatre autres matchs au cours de ce tournoi, aidant la sélection soviétique à atteindre le stade des demi-finales avant d'être vaincue par l'Allemagne. Malofeev est par la suite buteur contre le Portugal lors du match pour la troisième place, mais cela ne suffit pas à assurer la victoire des siens qui s'inclinent finalement sur le score de 2-1 et terminent quatrième.
L'arrivée de Mikhail Yakushin au poste de sélectionneur en début d'année 1967 ne change pas grand chose à la tendance des années précédentes et Malofeev prend activement part à la phase qualificative de l'Euro 1968, durant laquelle il est buteur à deux reprises. Il est par la suite retenu à nouveau dans le cadre de la phase finale, disputant l'intégralité de la demi-finale perdue face à l'Italie puis du match pour la troisième place, là aussi perdu contre l'Angleterre. Cette dernière rencontre est la dernière de sa carrière internationale, qu'il achève sur un total cumulé de 40 sélections pour 6 buts marqués entre 1963 et 1968.

### Carrière d'entraîneur

#### Victoire en championnat et passage à la tête de la sélection soviétique (1978-1991)
Avant même la fin de sa carrière de joueur, Malofeev intègre dès le mois d'août 1972 le centre de formation du Dinamo Minsk où il devient entraîneur pour les jeunes joueurs. À partir de janvier 1974, il devient entraîneur assistant au sein de l'équipe première jusqu'au mois de mai. Durant le premier semestre 1976, il occupe un poste au sein de l'encadrement technique du Dinamo Brest.
Il connaît son premier poste d'entraîneur principal en étant nommé à la tête du Dinamo Brest au mois de janvier 1978. Il est cependant très vite appelé pour diriger le Dinamo Minsk dont il prend la direction dès le mois de juillet 1978. À la fin de l'année, il amène l'équipe à la troisième place de la deuxième division et la fait monter dans l'élite. Dans les années qui suivent, il parvient à maintenir le club au premier échelon en terminant dans le milieu de classement entre 1979 et 1981. Le Dinamo crée finalement la surprise lors de la saison 1982 en réussissant à remporter le championnat soviétique pour la seule et unique fois de son histoire. Durant cette période, Malofeev se distingue notamment par son style, surnommé le « football sincère », qui se base sur un jeu offensif attrayant et s'oppose notamment au pragmatisme prôné par Valeri Lobanovski, autre grand entraîneur de l'époque officiant alors au Dynamo Kiev. 
Ses succès avec Minsk lui valent d'être courtisé par la sélection soviétique et Malofeev finit par quitter le Dinamo au mois d'août 1983 pour prendre la tête de l'équipe olympique dans un premier temps avant de diriger l'équipe A à partir de 1984. Sous ses ordres, l'Union soviétique termine deuxième de son groupe de qualification pour la Coupe du monde 1986 derrière le Danemark et se qualifie pour la phase finale de la compétition. Il n'a cependant pas l'opportunité de diriger l'équipe durant celle-ci, étant renvoyé quelques semaines avant au mois de mai 1986 après des protestations de plusieurs joueurs, pour la plupart du Dynamo Kiev, pour être remplacé par Valeri Lobanovski. En parallèle de son poste de sélectionneur, il devient à partir de mai 1985 l'entraîneur du Dynamo Moscou qu'il dirige jusqu'en fin d'année 1987, amenant notamment l'équipe à la deuxième place du championnat en 1986. Malofeev retrouve en mai 1988 la tête du Dinamo Minsk, équipe qu'il dirige jusqu'en avril 1991 et avec laquelle il stagne entre le milieu et le bas de classement.

#### Passages dans les championnats russes et biélorusses (1992-2003)
Après la disparition des compétitions soviétiques en fin d'année 1991, il dirige l'équipe de l'Asmaral Kislovodsk (en) en deuxième division russe durant le premier semestre 1992 avant de devenir entraîneur du Dinamo-Gazovik Tioumen en début d'année 1993. Sous ses ordres, l'équipe remporte la zone Est du deuxième échelon avant d'être promue dans l'élite à l'issue des barrages de promotion. Il amène par la suite le club au maintien en terminant douzième à l'issue de la saison 1994 avant de s'en aller. Il passe le début de l'année 1995 au Smena Minsk avant de faire son retour à Tioumen en août 1995 avant de quitter son poste en fin d'année après avoir échoué à maintenir l'équipe dans l'élite.
Nommé à la tête de l'Anji Makhatchkala en début d'année 1996, Malofeev amène par la suite le club à la deuxième place de la zone Ouest de la troisième division, synonyme de promotion au deuxième échelon. Il le maintient par la suite à ce niveau en finissant treizième en 1997 avant de s'en aller au mois de juin 1998. Il dirige ensuite le FK Pskov (en) de 1999 à août 2000, remportant notamment le championnat national amateur lors de sa première année.
Au mois d'août 2000, Malofeev est appelé à la tête de la sélection de Biélorussie, qu'il dirige par la suite pendant près de trois ans. Durant son passage, il dirige notamment l'équipe durant la phase qualificative de la Coupe du monde 2002 et l'amène à la troisième place de son groupe, à seulement deux points de l'Ukraine et d'une qualification pour les barrages,. Il continue ensuite de diriger la sélection pour le début des éliminatoires de l'Euro 2004 avant de s'en aller en juin 2003 après des débuts décevants. En parallèle de son travail avec la sélection, il dirige durant un temps le club du Dinamo Minsk entre octobre 2001 et avril 2002 puis fait son retour à la tête du FK Pskov (en), renommé entre-temps Pskov-2000, de novembre 2002 à août 2003.

#### Fin de carrière (2003-2011)
Après son départ de Pskov, Malofeev prend brièvement la direction du Fakel Voronej durant les mois d'août et septembre 2003. Il revient ensuite à la tête du Pskov-2000 entre mai et décembre 2004 avant de devenir directeur du centre de formation du MTZ-RIPA Minsk pour l'année 2005. En décembre 2005, il est appelé à la tête de l'équipe lituanienne du FBK Kaunas possédée par Vladimir Romanov, qu'il dirige jusqu'en juin 2006. Il devient par la suite directeur sportif du club écossais de l'Heart of Midlothian qui appartient au même propriétaire. Après avoir brièvement dirigé l'équipe par intérim à la place de Valdas Ivanauskas pendant deux semaines entre la fin octobre et le début du mois de novembre 2006, il quitte ses fonctions à l'issue de cette période.
Rentrant par la suite en Biélorussie, Malofeev prend alors brièvement la direction du MTZ-RIPA Minsk de décembre 2006 à mars 2007 avant d'être relégué au rang d'adjoint jusqu'en septembre. Il dirige ensuite le FK Šilutė pour la fin d'année 2007. Retrouvant un poste au début du mois d'octobre 2008 à la tête du Dinamo Saint-Pétersbourg, il amène par la suite l'équipe à la première place de la zone Ouest du troisième échelon russe avant de s'en aller en fin d'année 2009. Il entraîne ensuite le Chakhtior Salihorsk durant les premiers mois de 2010 avant de faire son retour au Dinamo Saint-Pétersbourg en juillet 2010, d'abord comme entraîneur principal puis comme adjoint jusqu'au mois d'octobre.
Après un dernier bref passage à la tête du Pskov-747 pour le début de la saison 2011-2012 entre novembre 2010 et juillet 2011, Malofeev devient à partir de septembre 2012 entraîneur pour les équipes de jeunes du Dinamo Minsk.

## Palmarès
| Union soviétique - Finaliste de l'Euro 1964. - Quatrième de la Coupe du monde 1966. - Quatrième de l'Euro 1968. Dinamo Minsk - Finaliste de la Coupe d'Union soviétique en 1965. Distinctions personnelles - Ordre du Drapeau rouge du Travail. - Meilleur buteur du championnat soviétique en 1971. | Dinamo Minsk - Champion d'Union soviétique en 1982. - Finaliste de la Coupe de la fédération soviétique en 1989. Dinamo-Gazovik Tioumen - Vainqueur de la zone Est de la deuxième division russe en 1993. Pskov-2000 (en) - Champion de Russie amateur en 1999. |

## Statistiques

### Statistiques de joueur
| Saison                | Club                  | Championnat           | Championnat | Championnat | Coupe(s) nationale(s) | Coupe(s) nationale(s) | Total | Total |
| Saison                | Club                  | Division              | M.          | B.          | M.                    | B.                    | M.    | B.    |
| 1961                  | Spartak Moscou        | D1                    | 3           | 0           | -                     | -                     | 3     | 0     |
| 1962                  | Spartak Moscou        | D1                    | 1           | 0           | -                     | -                     | 1     | 0     |
| Sous-total            | Sous-total            | Sous-total            | 4           | 0           | -                     | -                     | 4     | 0     |
| 1963                  | Dinamo Minsk          | D1                    | 36          | 22          | 3                     | 1                     | 39    | 23    |
| 1964                  | Dinamo Minsk          | D1                    | 31          | 10          | -                     | -                     | 31    | 10    |
| 1965                  | Dinamo Minsk          | D1                    | 26          | 17          | 6                     | 1                     | 32    | 18    |
| 1966                  | Dinamo Minsk          | D1                    | 11          | 3           | 3                     | 0                     | 14    | 3     |
| 1967                  | Dinamo Minsk          | D1                    | 21          | 10          | 1                     | 0                     | 22    | 10    |
| 1968                  | Dinamo Minsk          | D1                    | 29          | 11          | 1                     | 0                     | 30    | 11    |
| 1969                  | Dinamo Minsk          | D1                    | 27          | 3           | 1                     | 0                     | 28    | 3     |
| 1970                  | Dinamo Minsk          | D1                    | 30          | 6           | 2                     | 0                     | 32    | 6     |
| 1971                  | Dinamo Minsk          | D1                    | 27          | 16          | 4                     | 0                     | 31    | 16    |
| 1972                  | Dinamo Minsk          | D1                    | 12          | 3           | 2                     | 1                     | 14    | 4     |
| 1973                  | Dinamo Minsk          | D1                    | -           | -           | -                     | -                     | 0     | 0     |
| 1974                  | Dinamo Minsk          | D2                    | 28          | 14          | -                     | -                     | 28    | 14    |
| Sous-total            | Sous-total            | Sous-total            | 278         | 115         | 23                    | 3                     | 301   | 118   |
| Total sur la carrière | Total sur la carrière | Total sur la carrière | 282         | 115         | 23                    | 3                     | 305   | 118   |

### Statistiques d'entraîneur
| Dinamo Brest             | janvier 1978      | juin 1978        | 22  | 12  | 4   | 6   | 54,5 |
| Dinamo Minsk             | 4 juillet 1978    | août 1983        | 207 | 95  | 57  | 55  | 45,9 |
| Union soviétique         | 1984              | mai 1986         | 25  | 14  | 3   | 8   | 56,0 |
| Dynamo Moscou            | 28 mai 1985       | 31 octobre 1987  | 103 | 38  | 30  | 35  | 36,9 |
| Dinamo Minsk             | 4 mai 1988        | 26 avril 1991    | 123 | 46  | 27  | 50  | 37,4 |
| Asmaral Kislovodsk (en)  | janvier 1992      | juillet 1992     | 18  | 5   | 4   | 9   | 27,8 |
| Dinamo-Gazovik Tioumen   | 1993              | 1994             | 68  | 30  | 15  | 23  | 44,1 |
| Dinamo-Gazovik Tioumen   | 5 août 1995       | décembre 1995    | 12  | 0   | 2   | 10  | 0,0  |
| Anji Makhatchkala        | 1996              | 17 juin 1998     | 107 | 61  | 11  | 35  | 57,0 |
| FK Pskov (en)            | 1999              | août 2000        | 56  | 41  | 6   | 9   | 73,2 |
| Biélorussie              | 16 août 2000      | 12 juin 2006     | 22  | 10  | 5   | 7   | 45,5 |
| Dinamo Minsk             | octobre 2001      | 28 avril 2002    | 11  | 8   | 1   | 2   | 72,7 |
| Pskov-2000 (en)          | novembre 2002     | août 2003        | 28  | 13  | 9   | 6   | 46,4 |
| Fakel Voronej            | 13 août 2003      | 9 septembre 2003 | 6   | 1   | 1   | 4   | 16,7 |
| FBK Kaunas               | 15 décembre 2006  | 21 juin 2006     | 16  | 13  | 1   | 2   | 81,3 |
| Heart of Midlothian      | 23 octobre 2006   | 13 novembre 2006 | 4   | 0   | 2   | 2   | 0,0  |
| MTZ-RIPA Minsk           | 5 décembre 2006   | 29 mars 2007     | 3   | 0   | 2   | 1   | 0,0  |
| FK Šilutė                | 24 septembre 2007 | décembre 2007    | 7   | 1   | 0   | 6   | 14,3 |
| Dinamo Saint-Pétersbourg | 6 octobre 2008    | 7 novembre 2009  | 42  | 24  | 9   | 9   | 57,1 |
| Chakhtior Salihorsk      | 26 novembre 2009  | 25 avril 2010    | 13  | 4   | 5   | 4   | 30,8 |
| Dinamo Saint-Pétersbourg | 22 juillet 2010   | 16 août 2010     | 4   | 0   | 1   | 3   | 0,0  |
| Pskov-747                | 25 novembre 2010  | 4 juillet 2011   | 16  | 6   | 8   | 2   | 37,5 |
| Total                    | Total             | Total            | 913 | 422 | 203 | 288 | 46,2 |